# Two Soldiers
Two Soldiers é um filme de drama em curta-metragem estadunidense de 2003 dirigido e escrito por Aaron Schneider e William Faulkner. Venceu o Oscar de melhor curta-metragem em live action na edição de 2004.

## Elenco
- Jonathan Furr - Willie Grier
- Ben Allison - Pete Grier
- Ron Perlman - Colonel McKellog
- David Andrews - Lieutenant Hogenbeck
- Mike Pniewski - Sheriff Foote
- Deacon Dawson - Mr. Grossnickel
- Joanne Pankow - Mrs. Habersham
- Danny Vinson - Pap Grier
- Suellen Yates - Maw Grier